# Into the Dark
Into the Dark – amerykański antologiczny serial telewizyjny (dramat, thriller, horror) wyprodukowany przez Blumhouse Television. Serial jest emitowany przez platformę Hulu od 5 października 2018 roku, pozostałe odcinki są emitowane w pierwszy piątek miesiąca. Każdy odcinek Into the Dark jest inspirowany innym świętem z amerykańskiej kultury.

## Fabuła

### The Body
Odcinek opowiada historię zabójcy na zlecenie, który ma całkiem duże problemy, transportując zwłoki podczas halloweenowej nocy.

### Flesh & Blood
Fabuła odcinka skupia się na rodzinie. Henry to troskliwy ojciec, który stara się pomóc Kimberly, swojej córce. Dziewczyna od czasu morderstwa jej matki nie wyszła z domu, a sprawca nie został odnaleziony.
Rok po śmierci jej matki, dzień przed Świętem Dziękczynienia, Kimberly zaczyna podejrzewać, że w domu grozi jej niebezpieczeństwo.

## Obsada

### The Body
- Tom Bateman jako Wilkes
- Rebecca Rittenhouse jako Maggie
- Aurora Perrineau jako Dorothy
- David Hull jako Allan
- Ray Santiago jako Jack
- Harvey Guillen jako Nick
- Max Adler jako oficer Freer
- Alex Winter jako The Voice
- Sasha Grey jako Party DJ
- Chasty Ballesteros jako Bubblegum Girl
- Raymond Forchion jako Hank
- John Landis jako Man in Bathroom
- Allie Goertz jako Dive Bar Singer

### Flesh & Blood
- Dermot Mulroney jako Henry
- Dana Silvers jako Kimberly
- Tembi Locke jako terapeuta Kimberly

## Odcinki
| Sezon | Odcinki | Oryginalna emisja w Hulu | Oryginalna emisja w Hulu |
| Sezon | Odcinki | Premiera sezonu          | Finał sezonu             |
| ----- | ------- | ------------------------ | ------------------------ |
| 1     | 12      | 5 października 2018      | —                        |

| Nr | Tytuł             | Reżyseria       | Scenariusz              | Premiera w Hulu     |
| -- | ----------------- | --------------- | ----------------------- | ------------------- |
| 1  | The Body          | Paul Davis      | Paul Fisher, Paul Davis | 5 października 2018 |
| 2  | Flesh & Blood     | Patrick Lussier | Louis Ackerman          | 2 listopada 2018    |
| 3  | Pooka             | Gerald Olson    |                         | 2018/2019           |
| 4  | New Year, New You |                 |                         | 2018/2019           |
| 5  | Down              | Daniel Stamm    | Kent Kubena             | 2018/2019           |
| 6  | Treehouse         |                 |                         | 2018/2019           |

## Produkcja
9 stycznia 2018 roku, Hulu ogłosiło zamówienie pierwszego sezonu serialu.